# Distrito de Sujumi
El distrito o rayón de Sujumi (en georgiano: სოხუმის რაიონი; en abjasio: Аҟәа араион; en ruso: Сухумский район) es un distrito ubicada en el norte de la parcialmente reconocida República de Abjasia, con capital en Sujumi (que ejerce como capital pero no está incluida en el distrito), aunque de iure pertenece a la República Autónoma de Abjasia como parte de Georgia. Es el distrito ubicado en el centro de Abjasia, entre el distrito de Gudauta y el distrito de Gulripshi.
La población del distrito es de 11,747 según el censo de 2003. La ciudad de Sujumi es una entidad administrativa independiente con más de 40000 habitantes. siendo muy afectada por el desplazamiento de refugiados, principalmente georgianos, a raíz de la guerra de Abjasia.
El distrito tiene una extensión de 1523 km² y desde 2007 es gobernado por Vladimir Avidzba.

## Demografía
La población del distrito tuvo grandes crecimientos en el siglo XX mientras fue parte de la Unión Soviética. Sin embargo, cuando estalló la guerra en Abjasia, se produjo un colapso en la población con la pérdida de más de 27.000 personas (que huyeron de Abjasia o murieron durante el conflicto armado), un 70% de la población de entonces.
| Gráfica de evolución demográfica de Distrito de Sujumi entre 1886 y 2020 |
|                                                                          |

Tras la guerra en Abjasia se produjo un cambio drástico en la composición poblacional. Georgianos y armenios eran los grupos mayoritarios antes de la guerra y tras ella, pasaron a ser dominantes los armenios y abjasios. Los georgianos pasaron de suponer el 44% de la población a un mínimo 2,1%; este fenómeno se denomina en muchas ocasiones como la limpieza étnica de georgianos en Abjasia. También tenía una importante minoría griega póntica, que se ha visto disminuida drásticamente del 9,2% al 1,3%.
|              | 1979      | 1979       | 2011      | 2011       |
| Grupo étnico | Población | Porcentaje | Población | Porcentaje |
| ------------ | --------- | ---------- | --------- | ---------- |
| Georgianos   | 16 855    | 44%        | 235       | 2,1%       |
| Abjasios     | 1748      | 4,6%       | 3505      | 30,4%      |
| Rusos        | 3356      | 8,8%       | 864       | 7,5%       |
| Ucranianos   | 491       | 1,3%       | 58        | 0,5%       |
| Armenios     | 11 290    | 29,5%      | 6467      | 56,1%      |
| Griegos      | 3522      | 9,2%       | 147       | 1,3%       |
| Total        | 65 889    | 100%       | 11 531    | 100%       |

La mayoría de la población del distrito son armenios. Los abjasios son sólo mayoritarios en los pueblos de Besleti (53,7%) y Eshera, mientras que el único pueblo de mayoría rusa en todo Abjasia se encuentra en el distrito de Sujumi, Psju.
|                      | 2011       | 2011       | 2011      | 2011       | 2011      | 2011       | 2011      | 2011       | 2011       | 2011       | 2011      | 2011       | 2011      |
|                      | Georgianos | Georgianos | Abjasios  | Abjasios   | Rusos     | Rusos      | Armenios  | Armenios   | Ucranianos | Ucranianos | Griegos   | Griegos    | Total     |
| Población            | Población  | Porcentaje | Población | Porcentaje | Población | Porcentaje | Población | Porcentaje | Población  | Porcentaje | Población | Porcentaje | Población |
| -------------------- | ---------- | ---------- | --------- | ---------- | --------- | ---------- | --------- | ---------- | ---------- | ---------- | --------- | ---------- | --------- |
| Gumista              | 59         | 2,2%       | 772       | 28,4%      | 128       | 4,7%       | 1684      | 61,9%      | 8          | 0,3%       | 19        | 0,7%       | 2721      |
| Besleti              | 47         | 2,1%       | 1230      | 53,7%      | 171       | 7,5%       | 755       | 33%        | 13         | 0,6%       | 35        | 1,5%       | 2290      |
| Eshera               | 41         | 1,9%       | 876       | 40,9%      | 233       | 10,9%      | 873       | 40,8%      | 26         | 1,2%       | 13        | 0,6%       | 2141      |
| Tavisupleba/Yashthva | 18         | 0,9%       | 172       | 8,5%       | 67        | 3,3%       | 1739      | 85,5%      | 2          | 0,1%       | 22        | 1,1%       | 2027      |
| Zemo Eshera          | 1          | 0,1%       | 243       | 23,1%      | 12        | 1,1%       | 737       | 70,1%      | 4          | 0,4%       | -         | -          | 1052      |
| Dziguta              | 65         | 6,3%       | 183       | 17,7%      | 66        | 6,4%       | 645       | 62,3%      | 5          | 0,5%       | 51        | 5,9%       | 1036      |
| Psju                 | -          | -          | 17        | 9%         | 172       | 91%        | -         | -          | -          | -          | -         | -          | 189       |
| Guma                 | 1          | 2,6%       | -         | -          | 4         | 10,5%      | 33        | 86,8%      | -          | -          | -         | -          | 38        |
| Odishi/Akapa         | 3          | 8,1%       | 12        | 32,4%      | 11        | 29,7%      | 1         | 2,7%       | -          | -          | 7         | 18,9%      | 37        |
| Total                | 235        | 2,1%       | 3505      | 30,4%      | 864       | 7,5%       | 6467      | 56,1%      | 58         | 0,5%       | 147       | 1,3%       | 11 531    |